# Julian Stryjkowski
Julian Stryjkowski, do 1946 Pesach Stark (hebr. ‏פסח סטרק‎), nazwisko rodowe Rosenmann (ur. 27 kwietnia 1905 w Stryju, zm. 8 sierpnia 1996 w Warszawie) – filolog polski i pisarz żydowskiego pochodzenia, doktor nauk humanistycznych (1932), prozaik, autor opowiadań, dramaturg i dziennikarz, autor m.in. powieści Głosy w ciemności (1956), Austeria (1966), Sen Azrila (1975), Echo (1988); sygnatariusz „Listu 59” (1975), laureat Nagrody Polskiego PEN Clubu im. Jana Parandowskiego (1993).

## Życiorys

### Okres przedwojenny
Julian Stryjkowski urodził się w Stryju w rodzinie żydowskiej, jako syn mełameda Cwi Rosenmanna i Chany z domu Stark. Jego siostra Maria Stark, zmarła w Wiedniu w 1922. Uczęszczał do polskiej szkoły czteroklasowej, a następnie do gimnazjum w Stryju, w którym zdał maturę. Mimo polskiej edukacji nauczył się również języka hebrajskiego, dzięki przynależności do organizacji Ha-Szomer Ha-Cair. W 1924 rozpoczął studia polonistyczne na Uniwersytecie Jana Kazimierza we Lwowie. Zakończył je w 1932 uzyskując stopień doktora pracą Kobieta zbrodniarka w literaturze romantycznej pod kierunkiem Juliusza Kleinera. W czasie swojego pobytu we Lwowie Stryjkowski nawiązywał pierwsze kontakty z działaczami komunistycznymi.
Po ukończeniu studiów (w latach 1932–1933) pracował jako nauczyciel języka polskiego w gimnazjum w Płocku, został jednak wyrzucony po oskarżeniach o szerzenie ideologii komunistycznej. Niedługo później, w 1934 zapisał się do działającej nielegalnie Komunistycznej Partii Zachodniej Ukrainy, za przynależność do której był w latach 1935–1936 więziony. Po zwolnieniu z więzienia przeniósł się do Warszawy, gdzie ukrywając się przed policją znalazł pracę w księgarni. Publikował na łamach „Młodego Świata” pod pseudonimem Łukasz Monastyrski. Pozostawał tam do wybuchu wojny.

### II wojna światowa
Tuż po wybuchu wojny Stryjkowski opuścił Warszawę i udał się do Lwowa, gdzie był świadkiem wejścia wojsk radzieckich (atmosferę tamtych lat oddał w powieści Wielki strach). Jako zdeklarowany komunista pracował najpierw w redakcji dziennika „Czerwony Sztandar”, z którego jednak został wyrzucony i znalazł pracę w rozgłośni polskiego radia. Po rozpoczęciu ofensywy III Rzeszy na ZSRR uciekał w głąb Rosji, gdzie nieskutecznie próbował się zaciągnąć do Armii Andersa. Pracował jako robotnik fizyczny, między innymi w Uzbekistanie, został jednak przeniesiony do fabryki broni pod Moskwą. Dzięki pomocy Wandy Wasilewskiej w roku 1943 otrzymał pracę korektora w tygodniku „Wolna Polska” w Moskwie. Awansując, a w końcu obejmując stanowisko redaktora, pozostawał w redakcji czasopisma aż do zakończenia wojny. W 1943 roku dołączył do Związku Patriotów Polskich oraz Polskiej Partii Socjalistycznej. W tym czasie zaczynał był tworzyć powieść Głosy w ciemności, którą ukończył w 1946 i podpisał używając już pseudonimu Julian Stryjkowski.

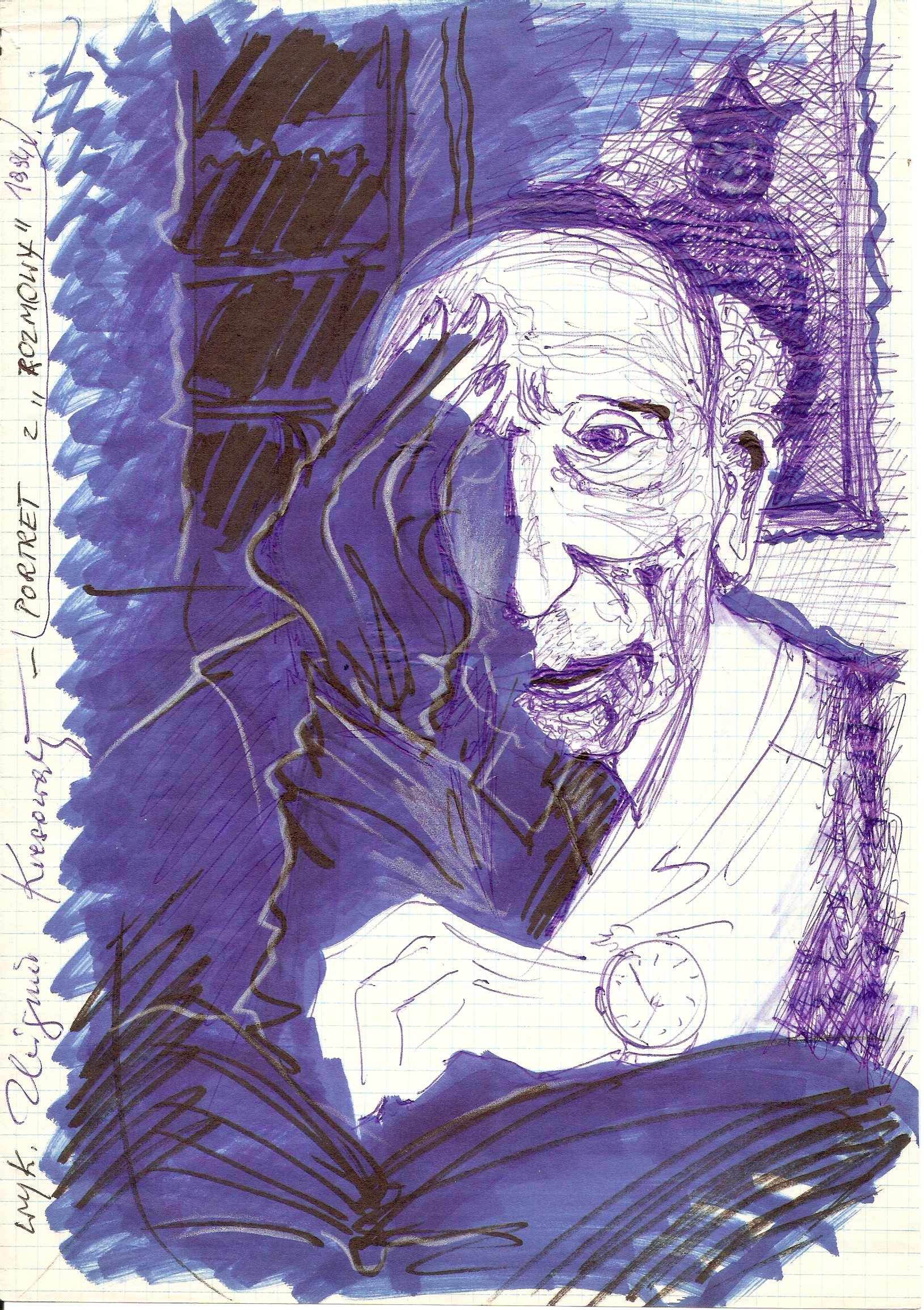
Portret Juliana Stryjkowskiego autorstwa Zbigniewa Kresowatego

### Od końca wojny do wystąpienia z PZPR
Po powrocie do kraju zmienił nazwisko na Julian Stryjkowski. Nadal przynależał do PPS, a po jej zjednoczeniu z PPR stał się członkiem PZPR. 1946 został redaktorem Polskiej Agencji Prasowej – najpierw w Katowicach, a od 1949 w Rzymie. W 1951 wydał utrzymaną w duchu socrealizmu powieść Bieg do Fragalà, opisującą sytuację włoskich rolników. Jest to pierwsza wydana powieść Stryjkowskiego, ponieważ Głosy w ciemności nie zostały dopuszczone do druku przez cenzurę. Po jej ukazaniu się został uznany za persona non grata we Włoszech i wydalony w 1952. Członek egzekutywy POP PZPR przy Zarządzie Głównym Związku Literatów Polskich w 1953. W 1954 otrzymał posadę w redakcji miesięcznika „Twórczość” jako kierownik działu prozy. Pozostawał na tym stanowisku aż do emerytury w 1978.
Kariera pisarska Stryjkowskiego nabierała rozpędu, mimo publikacji Czarnej róży, którą można uznać za odcięcie się od komunizmu (a która ukazała się dopiero po licznych cięciach cenzury). W tym czasie także podróżował – do Izraela i Jugosławii – co znajdowało odbicie w jego opowiadaniach. Pisarz cieszył się sporym zaufaniem władz, co możliwe było częściowo dlatego, że w swojej twórczości nie podejmował „nieprawomyślnych” tematów, a częściowo dlatego, że wciąż należał do PZPR. Służby PRL były również w posiadaniu materiałów świadczących o jego homoseksualizmie, więc mogły go szantażować.
Z komunizmem Stryjkowski ostatecznie zerwał w 1966, w ramach protestu (wraz z innymi intelektualistami) po wyrzuceniu z partii Leszka Kołakowskiego.

### Po 1966
Po wystąpieniu z PZPR autor Głosów w ciemności nie ukrywał swojego krytycznego nastawienia do ustroju, był między innymi sygnatariuszem Listu 59. Nie przekreśliło to jednak jego kariery pisarskiej, choć nie podróżował już tak wiele jak dawniej – jedynie w 1969 wziął udział w stypendium International Writing Program University of Iowa w Stanach Zjednoczonych oraz pod koniec lat 70. odbył krótką podróż do Izraela. W lutym 1978 został członkiem Towarzystwa Kursów Naukowych. W 1980 w drugim obiegu ukazała się powieść autobiograficzna Wielki strach, będąca ostatecznym rozliczeniem z komunizmem. Gdy w 1983 zlikwidowano, a następnie utworzono na nowo Związek Literatów Polskich, pisarz nie zdecydował się na wstąpienie do niego, natomiast w 1989 przystąpił do powstającego na fali zmian politycznych Stowarzyszenia Pisarzy Polskich.
Po upadku PRL pojawiło się wiele wypowiedzi autobiograficznych pisarza, wywiady w prasie, wywiad-rzeka Ocalony na Wschodzie Piotra Szewca oraz film 89 lat Juliana Stryjkowskiego w reżyserii Mieczysława Vogta. W wypowiedziach tych jako czynniki decydujące dla swych poglądów i twórczości wskazał wybory światopoglądowe (prowadzące go od komunizmu do poglądów antykomunistycznych), tradycję żydowską (i dramat holocaustu) oraz skrywany długo homoseksualizm. Problem tożsamości seksualnej ukazał otwarcie w Milczeniu (1993, na książkę składały się dwa opowiadania), które było ostatnim utworem literackim artysty. Julian Stryjkowski jest bohaterem filmów dokumentalnych z 1994: 89 lat Juliana Stryjkowskiego w reż. Mieczysława Bartłomieja Vogta i I powiesz – jestem w reż. Andrzeja Titkowa.

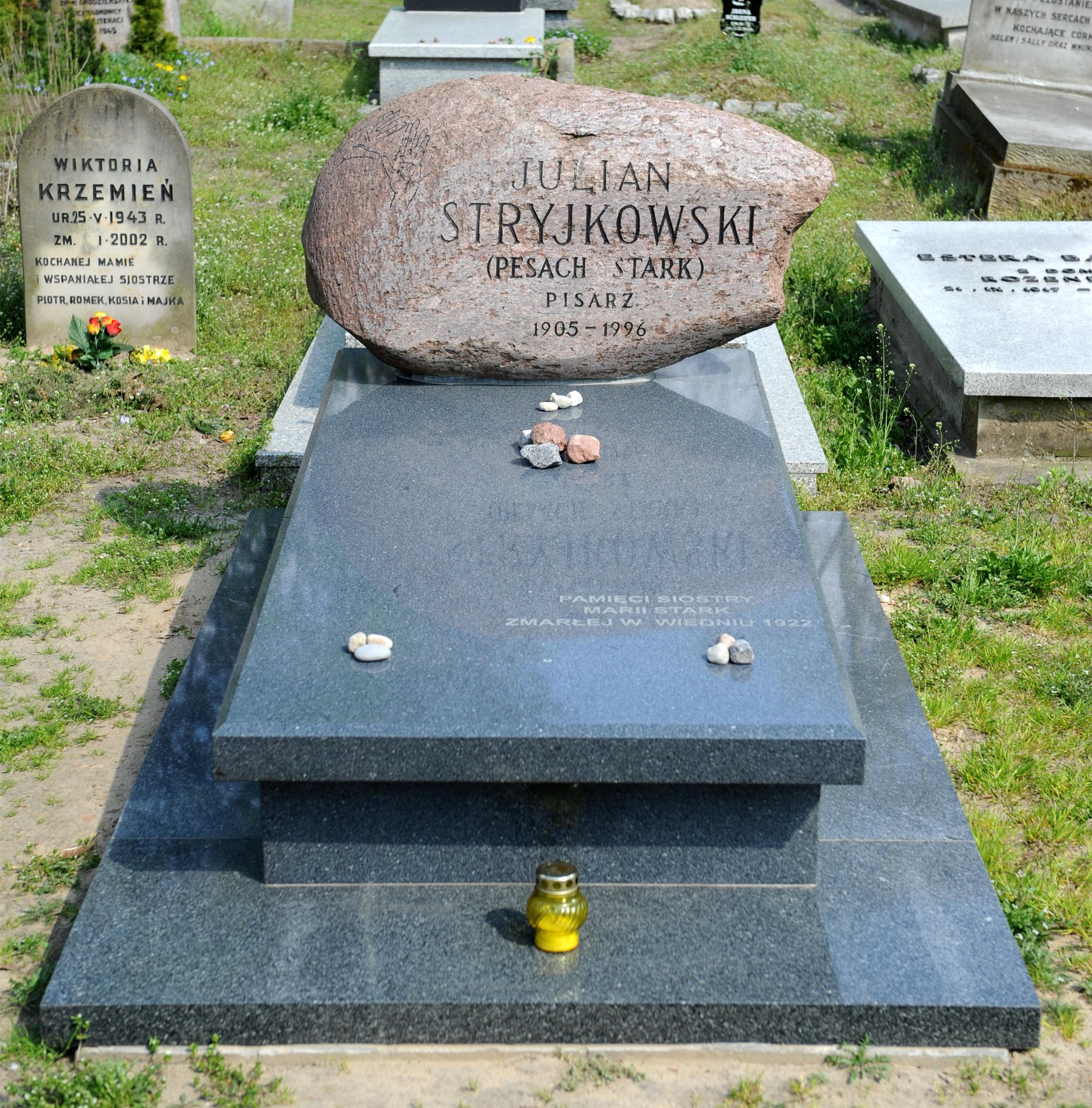
Nagrobek Juliana Stryjkowskiego na cmentarzu żydowskim przy ulicy Okopowej w Warszawie

Julian Stryjkowski zmarł 8 sierpnia 1996 w Warszawie, gdzie został pochowany na cmentarzu żydowskim przy ulicy Okopowej (kwatera 2, rząd 11).

## Twórczość
Twórczość Juliana Stryjkowskiego praktycznie w całości skupia się na przedstawieniu losów społeczności żydowskich, szczególnie zwracając uwagę na problem zachowania tożsamości narodowej i religijnej. W jego utworach pojawiają się również wątki holokaustu i niszczącego działania ideologii (zwłaszcza komunizmu i syjonizmu) oraz tematy uniwersalne: pytania o miejsce człowieka w świecie, istnienie Boga, sens życia i cierpienia. Konstrukcja jego powieści unika tendencyjności, a każdy z bohaterów (którzy zazwyczaj reprezentują nie tylko różne osobowości, ale również postawy ideowe) zyskuje prawo wypowiedzi. W wywiadach po wydaniu Milczenia jako oś swojego pisarstwa wskazywał na poczucie wykluczenia (w życiu osobistym związane z homoseksualizmem) i samotności – cechy, które często przenosi na głównego bohatera. Takie przedstawienie postaci bliskie jest bohaterowi romantycznemu. W swoich wypowiedziach Stryjkowski zwracał uwagę na ważną rolę (szeroko rozumianego) romantyzmu w swojej twórczości.
Pisarstwo Stryjkowskiego bywa czasem określane terminem realizm mistyczny, który oddawać ma jednoczesną realistyczną konstrukcję jego utworów z jednej strony oraz przesycenie duchowością (aż do pewnej materializacji pojęć duchowych) z drugiej.

### Juwenilia
Autor Głosów w ciemności debiutował jeszcze przed II wojną światową, trudne jest jednak ustalenie, którym dokładnie utworem. Jedna z hipotez zakłada, że jest to opowiadanie Skrzyżowanie się dwóch pociągów, które miałoby ukazać się w 1928 na łamach „Chwili”, z którą ówczesny student polonistyki współpracował jako tłumacz i recenzent. Śladów publikacji tego utworu nie udało się jednak odnaleźć, a sam autor zaprzecza, żeby dał go kiedykolwiek do druku, dlatego bardziej prawdopodobna jest wersja mówiąca, że debiutem Juliana Stryjkowskiego była nowela Dwie kawki, która ukazała się w czasopiśmie „Młody Świat” w kwietniu 1938.
Poza Dwiema kawkami ukazały się przed wojną jeszcze nowele Purca i Dramat w piwnicy również opublikowane w „Młodym Świecie”. Powieść lotnicza Kra nie ukazała się drukiem, a jej rękopis zaginął w czasie wojny.

### Tetralogia galicyjska
Na tetralogię galicyjską (przed ukazaniem się Echa określano ją jako trylogię) składają się 4 powieści: Głosy w ciemności (1956), Austeria (1966), Sen Azrila (1975) i Echo (1988, kontynuujące dzieje bohaterów Głosów w ciemności). W utworach tych autor przedstawia środowisko Żydów galicyjskich przed I wojną światową, zamieszkałych w tzw. sztetlach. Stryjkowski ukazuje rozpad tych społeczności spowodowany zarówno procesami historycznymi (np. I wojna światowa w Austerii), jak i zanikiem tradycyjnej kultury żydowskiej – zastępowanej przez asymilację, socjalizm czy syjonizm. W tym celu pisarz posługuje się kilkoma motywami:
- zakazana miłość między żydami i gojami – np. Marii (córki reba) i Kassaraby – starosty pochodzenia ukraińskiego w Głosach w ciemności i Echu, czy miłość zakazana ze względów społecznych i religijnych – np. „zbyt młodych” Buma i Asi w Austerii;
- konflikt pokoleniowy prowadzący młodych do sprzeniewierzenia się wierze, którą symbolizują ojcowie – np. reb Tojwie w Głosach w ciemności czytający wbrew ojcu wiersze Heinricha Heinego;
- przeciwstawienie młodego ideologa i mądrego starca – np. socjalista Gerszon i stary Tag w Austerii;
- opozycje wizualne – brzydota, bieda i zamknięcie dzielnic żydowskich przeciwstawione kolorom i swobodzie świata poza nimi (piękno świata gojów odkrywane przez Aronka z Głosów w ciemności);
- motyw zakazanej książki – literatura stająca się impulsem do poszukiwania własnej tożsamości – np. czytane przez Szalomcię i Fańcię książki Pereca w Głosach...;
- niszczący wpływ pieniądza – porzucanie przez niektórych kupców religii żydowskiej na rzecz kultu pieniądza – np. przez wuja Karola z Głosów... i Apfelgruna z Austerii.

Te wszystkie elementy składają się na opis upadku kultury żydowskiej na kresach, jednak inne elementy (np. przedstawienie rytuałów religijnych, organizacja powieści według kalendarza religijnego) powodują, że obraz sztetli w twórczości Stryjkowskiego jest bardzo bogaty. To wszystko sprawia, że utwory tetralogii galicyjskiej jako obraz kultury, która uległa zagładzie, często są zestawiane z powieściami Isaaca Bashevisa Singera.

### Tryptyk biblijny
Na tryptyk biblijny składają się trzy dłuższe opowiadania o charakterze apokryficznym: Odpowiedź (1982), Król Dawid żyje! (1984) i Juda Makabi (1986). Osią fabularną tych utworów są wątki zaczerpnięte bezpośrednio ze Starego Testamentu, skupiające się wokół głównej postaci (Mojżesza w Odpowiedzi, Dawida w Król Dawid żyje! i Judy Makabiego). Stryjkowski wykorzystuje biblijny szkielet fabularny, aby pokazać psychikę jednostki uwikłanej w boski plan. W odróżnieniu jednak od pełnych wątpliwości i rozbudowanych psychologicznie postaci z innych utworów, postacie te są tylko pretekstem dla dydaktycznej, wręcz katechetycznej wymowy utworów. Zarysowane w różnym stopniu postacie (np. tragiczna postać Saula i kontrastująca zupełnie płaska postać Dawida, którego jedynym rysem jest oddanie Bogu) są zazwyczaj udowodnieniem tezy, stawianej przez autorski komentarz, że Bogu należy się całkowite oddanie, nawet jeśli nie liczy się z ludźmi, którzy są jego narzędziami w realizacji planu zbawienia narodu żydowskiego.
Mimo podobieństw utwory te różnią się jednak wymową: Odpowiedź można odczytać właściwie jedynie jako wyznanie wiary, Król Dawid żyje! to próba ukazania sytuacji konfliktu z Bogiem (choć z tezą, że człowiek powinien się podporządkować), a Juda Makabi to wsparcie walk Żydów o stworzenie własnego państwa. Książki te, jeśli nie potraktowane w kategorii religijnego wyznania autorskiego, tracą dużo na wartości artystycznej przez swoją tendencyjność (zwłaszcza w porównaniu z wcześniejszą twórczością autora).

### Tłumaczenia
Poza twórczością literacką Stryjkowski zajmował się tłumaczeniami z języka hebrajskiego, rosyjskiego i francuskiego. Debiutem translatorskim było prawdopodobnie opowiadanie Kłamstwo Awigdora Hameiriego – jego przekład z hebrajskiego ukazał się w „Chwili” w 1929. W 1937 ukazało się tłumaczenie Śmierci na kredyt Louisa-Ferdinanda Céline'a, które doczekało się reedycji po upadku PRL.

## Dzieła

### Powieści
- Bieg do Fragalà. Warszawa 1951,
- Głosy w ciemności. Warszawa 1956 (faktyczny debiut powieściowy, bowiem ukończone w 1946 nie zostały dopuszczone do wydania przez cenzurę),
- Czarna róża. Warszawa 1962,|  | Zobacz multimedia związane z tematem: Julian Stryjkowski |
- Austeria. Warszawa 1966. W 1982 powieść została sfilmowana przez Jerzego Kawalerowicza,|  | Zobacz kolekcję cytatów z Juliana Stryjkowskiego w Wikicytatach |
- Sen Azrila. Warszawa, 1975,
- Przybysz z Narbony. Warszawa, 1978,
- Wielki strach. Warszawa i Londyn 1980, (II obieg wydawniczy, NOWa oraz Index on Censorship),
- Tommaso del Cavaliere. Warszawa 1982,
- Echo. Warszawa 1988,
- To samo, ale inaczej. Warszawa 1990 (wydanie wspólne z Wielkim strachem).

### Opowiadania i inne
- Pożegnanie z Italią, eseje i opowiadania. Warszawa. 1954,
- Imię własne: opowiadania. Warszawa 1961,
- Sodoma. Sztuka w trzech aktach, dramat. „Dialog” nr 8/1963,
- Na wierzbach... nasze skrzypce, opowiadania. Warszawa 1974,
- Odpowiedź, opowiadanie apokryficzne[8]. Poznań 1982,
- Martwa fala, opowiadania. Warszawa 1983)
- Król Dawid żyje!, opowiadanie apokryficzne[8]. Poznań, 1984,
- Syriusz, opowiadania. Warszawa 1984,
- Juda Makabi, opowiadanie apokryficzne[8]. Poznań 1986,
- Sarna albo Rozmowa Szatana z chłopcem, aniołem i Lucyferem, opowiadanie. 1992,
- Milczenie, opowiadania. Warszawa 1993.

### Przekłady
- Louis-Ferdinand Céline, Śmierć na kredyt, Warszawa 1937
- Leonid Leonow, Zdobycie Wielkoszumska, Warszawa 1948

## Ordery i odznaczenia
- Krzyż Oficerski Orderu Odrodzenia Polski (11 lipca 1955)[9]
- Medal 10-lecia Polski Ludowej (19 stycznia 1955)[10]
- Odznaka Honorowa ZAiKS-u (1993)[11]

## Nagrody
- 1952 – Nagroda Państwowa I stopnia za powieść pt. Bieg do Fragalà[12]
- 1979 – Nagroda Fundacji A. Jurzykowskiego w Nowym Jorku
- 1986 – Nagroda im. Stanisława Vincenza
- 1993 – Nagroda Polskiego PEN Clubu im. Jana Parandowskiego[13]